# Mercedes Coghen
Mercedes Coghen Alberdingk-Thijm (* 2. August 1962 in Madrid) ist eine ehemalige spanische Hockeyspielerin. Sie gewann 1992 die olympische Goldmedaille.

## Karriere
Mercedes Coghen nahm mit der Spanischen Nationalmannschaft an den Olympischen Spielen 1992 in Barcelona teil. In der Vorrunde siegten die Spanierinnen zweimal und spielten gegen die Deutschen unentschieden. Im Halbfinale besiegten sie die Südkoreanerinnen nach Verlängerung. Im Finale gegen die Deutschen ging es ebenfalls in die Verlängerung. In der 83. Minute erzielte Elisabeth Maragall aus einer Spielsituation heraus den Siegtreffer zum 2:1. Mercedes Coghen wirkte in allen fünf Spielen mit, erzielte aber keinen Treffer.
Mercedes Coghen spielte für den Club de Campo Villa de Madrid, den spanischen Meister der Jahre 1987 bis 1992. Ihr Bruder Juan Luis Coghen gewann 1980 eine olympische Silbermedaille im Hockey.